# Kemi Badenoch

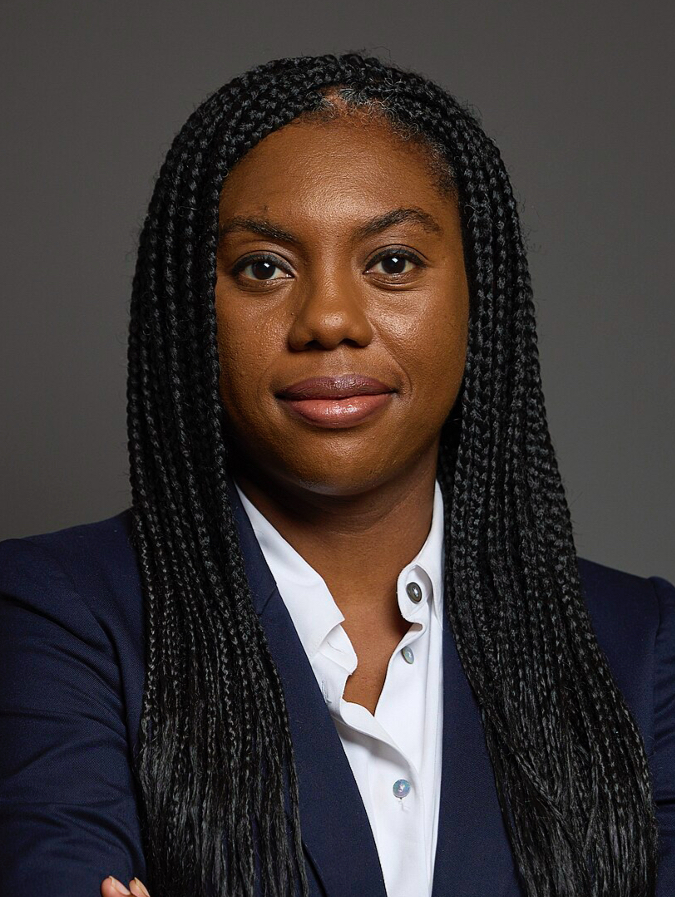
Kemi Badenoch (2024)

Kemi Badenoch [ˈkɛmi ˈbeɪdənɒk] (* 2. Januar 1980 in Wimbledon, London Borough of Merton, London als Olukemi Olufunto Adegoke) ist eine britische Politikerin der Conservative Party. Seit 2015 ist sie Mitglied des Unterhauses (House of Commons) und seit November 2024 Vorsitzende ihrer Partei sowie Oppositionsführerin. Zuvor hatte sie verschiedene Regierungsämter inne; im Kabinett Truss war sie von September bis Oktober 2022 Ministerin für internationalen Handel sowie Präsidentin des Board of Trade. Sie bekleidete diese Ministerämter auch von Oktober 2022 bis Juli 2024 im Kabinett Sunak. Zugleich war sie von Oktober 2022 bis Juli 2024 auch Ministerin für Frauen und Gleichberechtigung.

## Leben, berufliche Laufbahn, Familie
Olukemi „Kemi“ Olufunto Adegoke ist eines von drei Kindern aus Nigeria stammender Eltern, des Arztes Femi Adegoke und der Professorin für Physiologie Feyi Adegoke. Kemi Badenoch kam 1980 in Wimbledon zur Welt, verbrachte ihre frühe Kindheit aber in Lagos, Nigeria. Mit 16 Jahren kehrte sie nach Großbritannien zurück.
Nach dem Besuch des Phoenix College in Morden begann sie ein Studium im Fach Computersystemtechnik an der University of Sussex, das sie 2003 mit einem Master of Engineering (M.Eng.) beendete. Im Anschluss war sie zwischen 2003 und 2006 als Softwareentwicklerin für das IT-Dienstleistungsunternehmen Logica tätig, das später von der CGI Group übernommen wurde. Sie war zwischen 2006 und 2013 als Vermögensverwalterin und stellvertretende Direktorin der Privatbank Coutts & Co tätig. Daneben begann sie ein Studium der Rechtswissenschaften an der Birkbeck, University of London und schloss dieses Studium 2009 mit einem Bachelor of Laws (LL.B.) ab. Sie war als Systemanalytikerin für die Royal Bank of Scotland Group tätig sowie zwischen 2015 und 2016 als Direktorin für Digitales der Zeitschrift The Spectator.

## Politische Laufbahn

### Beginn als Kommunalpolitikerin und erfolglose Unterhauskandidatur
Badenoch trat 2005 der Conservative Party als Mitglied bei.
Bei den Unterhauswahlen am 6. Mai 2010 bewarb sie sich für die konservativen Tories im Wahlkreis Dulwich and West Norwood, unterlag dort allerdings Tessa Jowell von der Labour Party. Bei den Kommunalwahlen 2012 kandidierte sie für die London Assembly, die Legislativversammlung von Greater London, und verpasste als Fünftplatzierte auf der Liste ihrer Partei den Einzug in das Kommunalparlament, da die Conservative Party nur drei Sitze erhielt. Am 16. September 2015 zog sie als neuntes zusätzliches Mitglied in die London Assembly ein. Sie wurde am 5. Mai 2016 als viertes zusätzliches Mitglied bestätigt und gehörte der Legislativversammlung von London bis zum 6. Juni 2017 an, ihre Nachfolgerin wurde Susan Hall.

### Unterhausabgeordnete und Staatsministerin

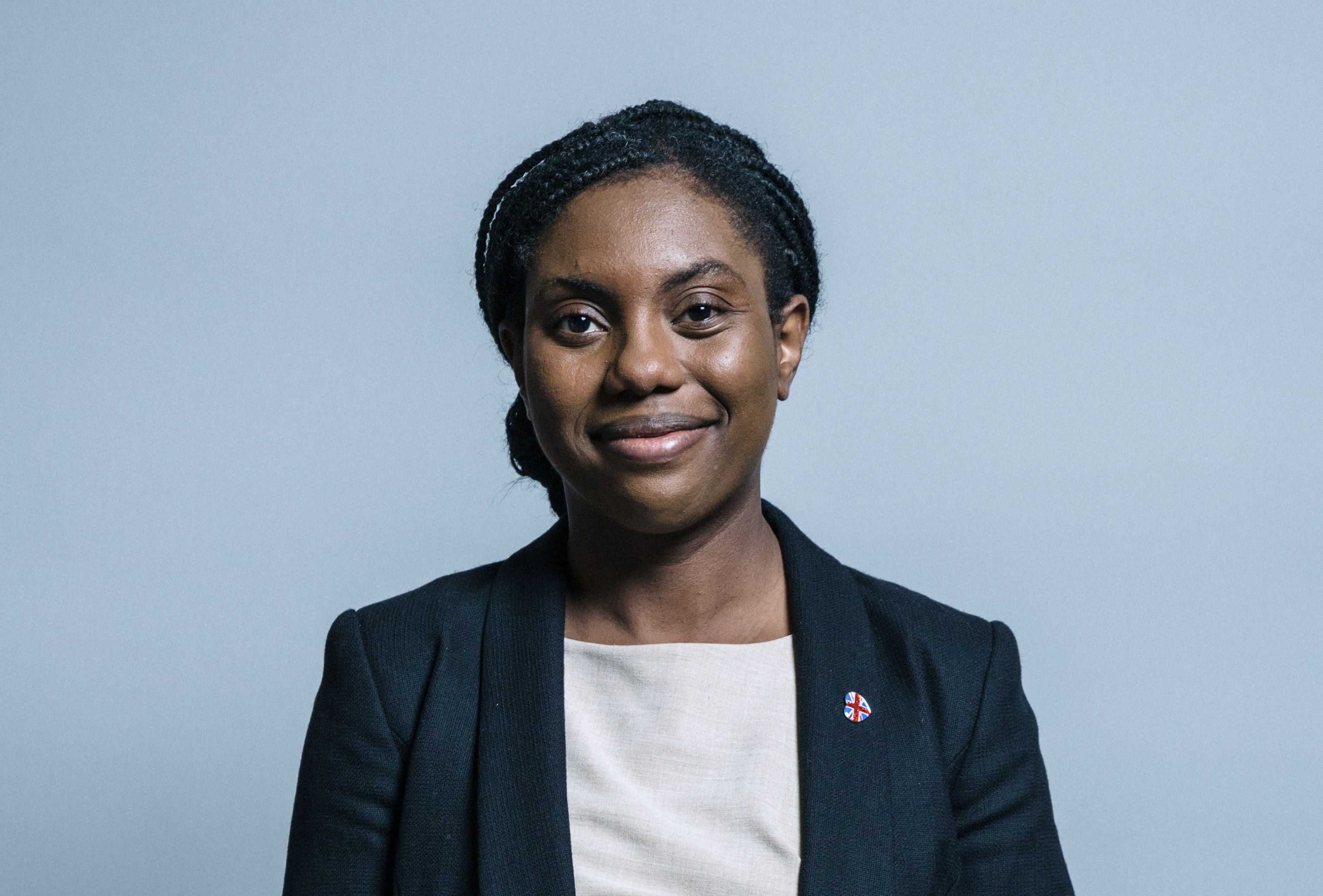
Kemi Badenoch (2017)

Bei der Unterhauswahl am 8. Juni 2017 wurde Kemi Badenoch für die Tories im Wahlkreis Saffron Walden erstmals zum Mitglied des Unterhauses (House of Commons) gewählt und bei der Unterhauswahl am 12. Dezember 2019 wiedergewählt. Zu Beginn ihrer Parlamentszugehörigkeit war sie zwischen dem 11. September 2017 und dem 15. Juli 2019 Mitglied des Justizausschusses (Justice Committee). Am 8. Januar 2018 wurde sie als Vice-Chair of the Conservative Party stellvertretende Geschäftsführende Vorsitzende der Konservativen Partei und bekleidete diese Funktion bis zum 27. Juli 2019.
Am 27. Juli 2019 übernahm sie im ersten Kabinett Boris Johnson ihr erstes Regierungsamt und fungierte auch im zweiten Kabinett Boris Johnson bis zum 13. Februar 2020 als Parlamentarische Unterstaatssekretärin im Bildungsministerium (Parliamentary Under-Secretary for Children and Families, Department for Education). Im Zuge der Kabinettsumbildung am 13. Februar 2020 wurde sie Schatzsekretärin im Schatzamt (Exchequer Secretary) und hatte diese Funktion bis zum 15. September 2021 inne. Zugleich war sie zwischen dem 14. Februar 2020 und dem 17. September 2021 zunächst Parlamentarische Unterstaatssekretärin für Gleichstellung (Parliamentary Under-Secretary of State for Equalities) beziehungsweise vom 17. September 2021 bis zum 6. Juli 2022 Staatsministerin für Gleichstellung (Minister of State for Equalities). Sie war daneben zwischen dem 7. März 2020 und dem 30. November 2021 Mitglied des Ausschusses für die Rechnungslegung der öffentlichen Hand (Public Accounts Committee).
Bei einer weiteren Kabinettsumbildung am 16. September 2021 übernahm Kemi Badenoch den Posten als Staatsministerin für Kommunalverwaltung, Glauben und Gemeinschaften im Ministerium für Nivellierung, Wohnen und Gemeinschaften (Minister of State for Local Government, Faith and Communities, Department for Levelling Up, Housing and Communities). Als solche war sie seit dem 22. September 2021 zuständig für den Entwurf des Wahlgesetzes (Elections Bill) sowie seit dem 24. November 2021 zuständig für den Gesetzentwurf für Disqualifikationen in der Kommunalverwaltung (Local Government (Disqualification) Bill). Zugleich war sie vom 4. November 2021 bis zum 6. Juli 2022 Mitglied des Ausschusses des Unterhaussprechers für die Wahlkommission (Speaker’s Committee on the Electoral Commission).

### Kandidaturen für den Parteivorsitz und Ministerin

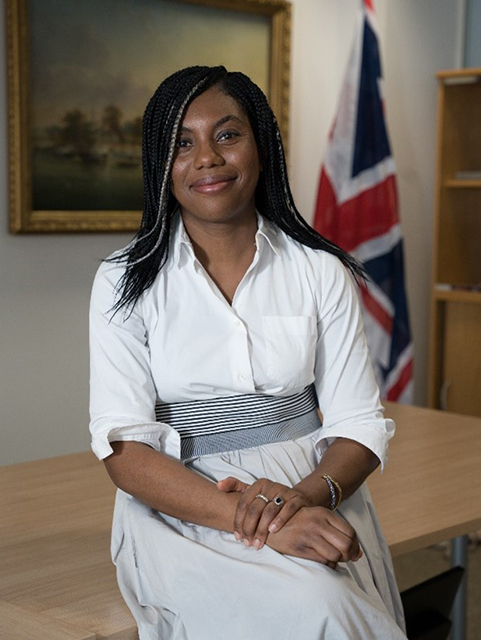
Kemi Badenoch (2022)

Nach dem angekündigten Rücktritt von Premierminister Boris Johnson vom Vorsitz der Konservativen Partei und Premierministeramt wurden bis zum Stichtag 12. Juli 2022 insgesamt acht Nachfolgekandidaten und -kandidatinnen durch mindestens 20 konservative Unterhausabgeordnete nominiert. Eine davon war Kemi Badenoch, die bei den Abstimmungsrunden zur Wahl der Parteivorsitzenden 40 Stimmen (13. Juli 2022), 49 Stimmen (14. Juli), 58 Stimmen (18. Juli 2022) sowie 59 Stimmen (19. Juli 2022) erhielt. Sie verzichtete daraufhin auf eine weitere Kandidatur für die fünfte Abstimmungsrunde am 20. Juli 2022.
| Kandidat         | Abstimmungsrunden zur Wahl des Parteivorsitzenden | Abstimmungsrunden zur Wahl des Parteivorsitzenden | Abstimmungsrunden zur Wahl des Parteivorsitzenden | Abstimmungsrunden zur Wahl des Parteivorsitzenden | Abstimmungsrunden zur Wahl des Parteivorsitzenden |
| Kandidat         | 13. Juli 2022                                     | 14. Juli 2022                                     | 18. Juli 2022                                     | 19. Juli 2022                                     | 20. Juli 2022                                     |
| ---------------- | ------------------------------------------------- | ------------------------------------------------- | ------------------------------------------------- | ------------------------------------------------- | ------------------------------------------------- |
| Rishi Sunak      | 88                                                | 101                                               | 115                                               | 118                                               | 137                                               |
| Liz Truss        | 50                                                | 64                                                | 71                                                | 86                                                | 113                                               |
| Penny Mordaunt   | 76                                                | 83                                                | 82                                                | 92                                                | 105                                               |
| Kemi Badenoch    | 40                                                | 49                                                | 58                                                | 59                                                | –                                                 |
| Tom Tugendhat    | 37                                                | 32                                                | 31                                                | –                                                 | –                                                 |
| Suella Braverman | 32                                                | 27                                                | –                                                 | –                                                 | –                                                 |
| Nadhim Zahawi    | 25                                                | –                                                 | –                                                 | –                                                 | –                                                 |
| Jeremy Hunt      | 18                                                | –                                                 | –                                                 | –                                                 | –                                                 |
| Stimmen gesamt   | 366                                               | 356                                               | 357                                               | 355                                               | 355                                               |

Im Kabinett Truss war sie vom 6. September bis 25. Oktober 2022 Ministerin für internationalen Handel (Secretary of State for International Trade) sowie Handelsministerin (President of the Board of Trade). Sie bekleidete diese Ministerämter ab dem 25. Oktober 2022 auch im Kabinett Sunak bis 2024. Zugleich war sie ab dem 25. Oktober 2022 auch Ministerin für Frauen und Gleichberechtigung (Minister for Women and Equalities).
Am 2. November 2024 kandidierte Badenoch erneut für den Posten als Parteivorsitzende. Bei der Abstimmung der Parteimitglieder konnte sie sich mit 57 % der Stimmen gegen Robert Jenrick (43 %) durchsetzen. Sie folgte auf Rishi Sunak. Badenoch, die dem rechten Flügel der Conservatives angehört, ist die erste schwarze Frau an der Spitze einer großen Partei in Großbritannien. Als Oppositionsführerin steht sie einem Schattenkabinett (Schattenkabinett Badenoch) vor.

## Privates
2012 heiratete sie Hamish Badenoch, gemeinsam haben sie drei Kinder. Ihr Ehemann arbeitet bei der Deutschen Bank und ist ebenfalls Politiker der Konservativen Partei. Er saß von 2014 bis 2018 im Merton Borough Council. Sie wurde noch nach dem Geburtsortsprinzip Britin, das Margaret Thatcher 1981 abschaffte. Sie ist der Ansicht, dass Großbritannien das beste Land sei, um als Schwarze zu leben.